# Краска, Ежи
Ежи Адам Краска (пол. Jerzy Adam Kraska, 24 декабря 1951, Плоцк, Польша) — польский футболист, защитник. Олимпийский чемпион 1972 года.

## Биография
Ежи Краска родился 24 декабря 1951 года в польском городе Плоцк.
Окончил профессиональное училище по специальности «механик» и тренерское училище Варшавского университета физической культуры.
В 1962—1969 годах занимался футболом в плоцкой «Мазовии».
Играл на позиции защитника. Большую часть карьеры провёл в варшавской «Гвардии», за которую выступал в 1969—1983 и 1985—1986 годах, провёл в чемпионате Польши 285 матчей, забил 3 мяча. В 1972 году стал бронзовым призёром. В 1983—1985 годах выступал в Финляндии за КуПС, сыграл 48 матчей.
В начале карьеры играл за юношескую и молодёжную сборные Польши. В 1972—1973 годах провёл 13 матчей за главную сборную страны. Дебютировал в ней 16 апреля 1972 года в Стара-Загоре в поединке против сборной Болгарии.
В 1972 годах вошёл в состав сборной Польши по футболу на летних Олимпийских играх в Мюнхене и завоевал золотую медаль. Играл на позиции защитника, провёл 6 матчей, мячей не забивал.
В том же году награждён Золотым Крестом Заслуги и золотым знаком Польского футбольного союза. Также имеет золотую и серебряную награды за выдающиеся спортивные достижения.
По окончании игровой карьеры стал тренером. Работал в варшавской «Гвардии» ассистентом главного тренера, а в 1993 и 2006—2007 годах главным тренером. В 1994—1995 годах входил в тренерский штаб варшавской «Полонии», в 1999—2006 годах — дубля варшавской «Легии». Также был ассистентом главного тренера олимпийской сборной Польши.
Живёт в Варшаве.

## Достижения

### В качестве игрока
«Гвардия» (Варшава)
- Бронзовый призёр чемпионата Польши: 1972

Сборная Польши
- Олимпийский чемпион: 1972

## Семья
Жена Барбара, есть дочь Марта.